# Christoffer Wellendorph
Christoffer Wellendorph (Wellendorff) var en tysk snickare och ornamentbildhuggare.
Wellendorph var verksam i Sverige från mitten av 1640-talet. Han omnämns som snickarmästare vid Stockholms snickarämbete första gången 1644 och sista gången 1671 därefter finns inga spår av Wellendorph i Sverige. Man vet att han var verksam i Tyska kyrkan där han på 1640-talet utförde bänkar med ornamentik i plattskärning samt en läktare med skulpterade rytmiskt uppdelade lister. Han tillverkade även en drottningstol av ebenholts som 1672 ansågs föråldrad och ersattes med kungaläktaren som han utförde i samarbete med Markus Hebel 1650–1651.  